# XEBEC
XEBEC, Inc. (株式会社ジーベック Kabushiki Gaisha Jībekku?) fue un estudio de animación japonés, filial de IG Port (sociedad holding del estudio Production I.G) que se especializaba en la producción de anime para televisión. Fueron los creadores de las animaciones de series tan populares en su momento, como Love Hina, Pandora Hearts, Martian Successor Nadesico, To Love-Ru, Overdrive y Kanokon. Su departamento de efectos de sonido utilizaba efectos de sonido similares a los claramente identificados con Sunrise.

## Historia
Fue establecida el 1 de mayo de 1995 en Tanashi, Tokio (hoy ciudad de Nishitōkyō) como filial de Production I.G. Su directiva estuvo conformada por Shiomi Shimoda, Toru Sato y Nobuyuki Habara, quienes asumieron puestos de Productor de Producción, Gerente de Literatura y Animador de Production Reed, respectivamente, en la animación de "Blue Seed", coproducida por Production IG y Reed en 1994.
En octubre de 1995, se produjo el primer trabajo original "Sorcerer Hunters". En 1996, realizaron "Martian Successor Nadesico" y "Bakusō Kyōdai Let's & Go!!". Posteriormente se lograron relaciones comerciales con Shōgakukan y Shogakukan-Shūeisha Productions, a quienes se les produjeron muchos trabajos animados relacionados con software de juegos y juguetes vinculados con Coro Coro Comic.
En septiembre de 1999 se produjo "Zoids: Chaotic Century", en esta producción se realizó la fusión de animación manuscrita y 3DCG. En 2002, Triple A Co., Ltd. fue establecida en Nishitōkyō como una compañía afiliada hasta 2005, cuando se canceló la relación de capital a través de la venta de acciones poseídas.
En 2003, con la entrada de Hondayuki Honbashi, se estableció la filial XEBEC M2 en Nerima, Tokio, que se centró en proporcionar asistencia de animación para su estudio principal y otras empresas (incluido OLM, como en Pokémon: El Destino de Deoxys). También produjo tres series completas: Petopeto-san, ZOMBIE LOAN y Hitohira. La compañía cerraría entre 2008 y 2009.
Como sociedad de Production I.G, el 1 de noviembre de 2007 pasa a ser una filial consolidada de la sociedad holding IG Port.
En 2012, fue seguido por XEBECzwei, que maneja las animaciones intermedia, clave y secundarias para su estudio principal y otros estudios de anime. Más tarde produjo la serie completa Sōkyū no Fafner, que se presentó durante todo 2015.
A fines de 2018, se anunció que el departamento de coloreado de XEBEC se transferiría a Signal.MD luego del lanzamiento del primero desde IG Port. Además, XEBECzwei se transferiría a Production IG como una subsidiaria y posteriormente se llamaría IGzwei.

## Filmografía

### Televisión

#### XEBEC
| Título                                                 | Año de estreno | Nota                                                             |
| ------------------------------------------------------ | -------------- | ---------------------------------------------------------------- |
| Sorcerer Hunters                                       | 1995           |                                                                  |
| Martian Successor Nadesico                             | 1996           |                                                                  |
| Bakusō Kyōdai Let's & Go!!                             | 1996           |                                                                  |
| Bakusō Kyōdai Let's & Go!! WGP                         | 1997           |                                                                  |
| Virus Buster Serge                                     | 1997           | Coproducción con J.C.Staff y Plum                                |
| Outlaw Star                                            | 1998           | Coproducción con Sunrise                                         |
| Steam Detectives                                       | 1998           |                                                                  |
| Terrorist Agent                                        | 1998           |                                                                  |
| Chosoku Spinner                                        | 1998           |                                                                  |
| Space Pirate Mito                                      | 1999           | Coproducción con Triangle Staff y Sunrise                        |
| Arc the Lad II: Ark Salad                              | 1999           | Coproducción con Bee Train                                       |
| Burst Ball Barrage!! Super B-Daman                     | 1999           | Primer trabajo de producción digital                             |
| Dai-Guard                                              | 1999           |                                                                  |
| Suzie and Marvie                                       | 1999           |                                                                  |
| Turn A Gundam                                          | 1999           | Coproducción con Sunrise                                         |
| Zoids: Chaotic Century                                 | 1999           |                                                                  |
| The Candidate for Goddess                              | 2000           |                                                                  |
| Love Hina                                              | 2000           |                                                                  |
| Yami no Matsuei                                        | 2000           | Coproducción con J.C.Staff                                       |
| Hand Maid May                                          | 2000           | Coproducción con TNK                                             |
| Zoids: New Century Zero                                | 2001           |                                                                  |
| Tales of Eternia THE ANIMATION                         | 2001           |                                                                  |
| Shaman King                                            | 2001           |                                                                  |
| Ground Defense Force! Mao-chan                         | 2002           |                                                                  |
| MegaMan NT Warrior                                     | 2002           |                                                                  |
| Full Moon o Sagashite                                  | 2002           | Coproducción con Studio DEEN                                     |
| Ghost in the Shell: Stand Alone Complex                | 2002           | Coproducción con Production I.G                                  |
| D.N.Angel                                              | 2003           |                                                                  |
| Stellvia                                               | 2003           |                                                                  |
| Bottle Fairy                                           | 2003           |                                                                  |
| Cubix                                                  | 2003           | Doblaje japonés; Producción de Cinepix (Corea)                   |
| MegaMan NT Axess                                       | 2003           |                                                                  |
| D.I.C.E.                                               | 2004           |                                                                  |
| Fafner in the Azure                                    | 2004           |                                                                  |
| Fullmetal Alchemist                                    | 2004           | Coproducción con BONES                                           |
| MegaMan NT Stream                                      | 2004           |                                                                  |
| Negima!: Magister Negi Magi                            | 2005           |                                                                  |
| Elemental Gelade                                       | 2005           |                                                                  |
| Zoids: Genesis                                         | 2005           | Coproducción con Shogakukan-Shūeisha Productions desde 2006      |
| Shuffle!                                               | 2005           | Coproducción con Asread                                          |
| Blood+                                                 | 2005           | Coproducción con Production I.G                                  |
| MegaMan NT Beast                                       | 2005           |                                                                  |
| Sōkyū no Fafner                                        | 2005           |                                                                  |
| The Third                                              | 2006           |                                                                  |
| MegaMan NT Beast +                                     | 2006           |                                                                  |
| Mega Man Star Force                                    | 2006           |                                                                  |
| Saru Get You -On Air-                                  | 2006           | Coproducción con Shougakukan Music & Digital Entertainment Inc.  |
| Saru Get You -On Air- 2nd                              | 2006           | Coproducción con Shougakukan Music & Digital Entertainment Inc.  |
| Buso Renkin                                            | 2006           |                                                                  |
| Over Drive                                             | 2007           |                                                                  |
| Heroic Age                                             | 2007           |                                                                  |
| Tengen Toppa Gurren-Lagann                             | 2007           | Coproducción con GAINAX                                          |
| Night Wizard The ANIMATION                             | 2007           | Coproducción con Hal Film Maker                                  |
| Shion no Ō                                             | 2007           | Coproducción con Studio DEEN                                     |
| Shooting Star Rockman Tribe                            | 2007           |                                                                  |
| Mnemosyne                                              | 2008           |                                                                  |
| Kanokon                                                | 2008           |                                                                  |
| To Love-Ru                                             | 2008           |                                                                  |
| Atashi'n chi                                           | 2008           | Coproducción con Shin-Ei Animation                               |
| Kyō no Go no Ni                                        | 2008           |                                                                  |
| Michiko to Hatchin                                     | 2008           | Coproducción con Manglobe                                        |
| Tales of the Abyss                                     | 2008           | Coproducción con Sunrise                                         |
| Ga-rei                                                 | 2008           | AIC Spirits y Asread                                             |
| Natsume Yūjin-Chō                                      | 2009           | Coproducción con Brain's Base                                    |
| Minami-ke                                              | 2009           | Coproducción con Asread                                          |
| Pandora Hearts                                         | 2009           |                                                                  |
| Lupin the 3rd vs. Detective Conan                      | 2009           | Coproducción con TMS Entertainment                               |
| Asura Cryin'                                           | 2009           | Coproducción con Asread                                          |
| Ladies versus Butlers!                                 | 2010           |                                                                  |
| Keshikasu-kun                                          | 2010           | Coproducción con Shougakukan Music & Digital Entertainment Inc.  |
| Heroman                                                | 2010           | Coproducción con BONES                                           |
| Seikimatsu Occult Gakuin                               | 2010           | Coproducción con A-1 Pictures                                    |
| Hanakappa                                              | 2010           | Coproducción con OLM                                             |
| MM!                                                    | 2010           |                                                                  |
| Motto To Love-Ru                                       | 2010           |                                                                  |
| Rio: Rainbow Gate                                      | 2011           |                                                                  |
| Softenni                                               | 2011           |                                                                  |
| Hen Zemi                                               | 2011           |                                                                  |
| Lagrange: The Flower of Rin-ne                         | 2012           |                                                                  |
| Haiyore! Nyaruko-san                                   | 2012           |                                                                  |
| Rinne no Lagrange                                      | 2012           |                                                                  |
| Upotte!!                                               | 2012           |                                                                  |
| To Love-Ru Darkness                                    | 2012           |                                                                  |
| Star Blazers: Space Battleship Yamato 2199             | 2013           | Pre-proyección para cines a partir de 2012; Coproducción con AIC |
| Haiyore! Nyaruko-san W                                 | 2013           |                                                                  |
| Aku no Hana                                            | 2013           | Coproducción con ZEXCS                                           |
| Pokémon Origins                                        | 2013           | Coproducción con Production I.G y OLM                            |
| FutureHen Semiddyfight                                 | 2014           | Coproducción con OLM                                             |
| Maken-ki!                                              | 2014           | Coproducción con AIC                                             |
| Monster Retsuden Oreca Battle                          | 2014           | Coproducción con OLM                                             |
| Argevollen                                             | 2014           |                                                                  |
| Tokyo ESP                                              | 2014           |                                                                  |
| Triage X                                               | 2015           |                                                                  |
| To Love-Ru Darkness 2nd                                | 2015           |                                                                  |
| Future Card Buddy Fight 100                            | 2015           | Coproducción con OLM                                             |
| Future Card Buddy Fight DDD                            | 2016           | Coproducción con OLM                                             |
| Big Order                                              | 2016           | Coproducción con Asread                                          |
| Cardfight!! Vanguard                                   | 2016           | Coproducción con OLM                                             |
| Keijo!!!!!!!!                                          | 2016           |                                                                  |
| BanG Dream!                                            | 2017           | Coproducción con ISSEN                                           |
| Clockwork Planet                                       | 2017           |                                                                  |
| Tomica Hyper Rescue Drive Head Mobile Emergency Police | 2017           | Coproducción con OLM                                             |
| Future Card Buddy Fight X                              | 2017           | Coproducción con OLM                                             |
| Full Metal Panic! Invisible Victory                    | 2018           |                                                                  |
| Yuragisou no Yuuna-san                                 | 2018           |                                                                  |

#### XEBEC M2
| Título                      | Año de estreno | Nota                           |
| --------------------------- | -------------- | ------------------------------ |
| MegaMan NT Axess            | 2003           | Cooperación con XEBEC          |
| Midori no Hibi              | 2004           | Coproducción con Pierrot       |
| Fafner in the Azure         | 2004           | Cooperación con XEBEC          |
| Negima!: Magister Negi Magi | 2005           | Cooperación con XEBEC          |
| Petopeto-san                | 2005           |                                |
| Kotencotenco                | 2005           | Coproducción con I Move        |
| Eyeshield 21                | 2005           | Coproducción con Studio Gallop |
| Ueki no Hōsoku              | 2005           | Coproducción con Studio DEEN   |
| Ouran High School Host Club | 2006           | Coproducción con BONES         |
| Deltora Quest               | 2007           | Coproducción con OLM           |
| Hitohira                    | 2007           |                                |
| Heroic Age                  | 2007           | Cooperación con XEBEC          |
| Zombie-Loan                 | 2007           |                                |
| Minami-ke: Okawari          | 2008           | Coproducción con Asread        |
| To Love-Ru                  | 2008           | Cooperación con XEBEC          |
| Natsume Yūjin-Chō           | 2008           | Coproducción con Brain's Base  |

#### XEBECzwei
| Título                                     | Año de estreno | Nota                            |
| ------------------------------------------ | -------------- | ------------------------------- |
| Kuroko no Basket                           | 2012           | Coproducción con Production I.G |
| Upotte!!                                   | 2012           | Cooperación con XEBEC           |
| Lagrange: The Flower of Rin-ne 2           | 2012           | Cooperación con XEBEC           |
| To Love-Ru Darkness                        | 2012           | Cooperación con XEBEC           |
| Unlimited Psychic Squad                    | 2013           | Coproducción con Manglobe       |
| Star Blazers: Space Battleship Yamato 2199 | 2013           | Cooperación con XEBEC           |
| Suisei no Gargantia                        | 2013           | Coproducción con Production I.G |

### OVAs
| Título                                         | Año de estreno | Episodios | Nota                                            |
| ---------------------------------------------- | -------------- | --------- | ----------------------------------------------- |
| Sorcerer Hunters                               | 1996           | 3         |                                                 |
| Blue Seed Beyond                               | 1996           | 3         |                                                 |
| 1998                                           |                | 3         |                                                 |
| Gekiganger III                                 | 1              |           |                                                 |
| Love Hina: Christmas Special                   | 1              | 2000      |                                                 |
| Love Hina: Spring Special                      | 1              | 2001      |                                                 |
| Love Hina Again                                | 2002           | 3         |                                                 |
| Majokko Tsukune-chan                           | 2005           | 6         |                                                 |
| Petit Eva: Evangelion@School                   | 2008           | 24        | Producción de anime original de internet        |
| Detroit Metal City                             | 2008           | 12        | Coproducción con STUDIO 4 ℃ y la filia XEBEC M2 |
| To Love-Ru                                     | 2009           | 6         |                                                 |
| Kanokon: Manatsu no Daishanikusai              | 2009           | 2         |                                                 |
| Hen Zemi                                       | 2010           | 2         |                                                 |
| Dantalian no Shoka                             | 2012           | 15        | Coproducción con GAINAX                         |
| Rinne no Lagrange: Kamogawa Days               | 2012           | 1         |                                                 |
| Haiyore! Nyaruko-san F                         | 2015           | 1         |                                                 |
| Space Battleship Yamato 2202: Warriors of Love | 2017           | 1         |                                                 |
| Black Clover                                   | 2017           | 1         | Producción de la filial XEBECzwei               |
| Yuragi-sou no Yuuna-san OVA                    | 2018           | 3         |                                                 |

### Películas
| Título                                                        | Año de estreno | Estudio   | Nota                                  |
| ------------------------------------------------------------- | -------------- | --------- | ------------------------------------- |
| Bakusō Kyōdai Let's & Go!! WGP Bōsō Mini Yonku Dai Tsuiseki!  | 1997           | XEBEC     |                                       |
| Martian Successor Nadesico: The Prince of Darkness            | 1998           | XEBEC     |                                       |
| Pokémon: El Destino de Deoxys                                 | 2004           | XEBEC M2  | Coproducción con OLM                  |
| Rockman EXE Hikari to Yami no Program                         | 2005           | XEBEC     |                                       |
| Major: Yūjō no Winning Shot                                   | 2008           | XEBEC     | Coproducción con Production I.G       |
| Detective Conan: La partitura del miedo                       | 2008           | XEBEC M2  | Coproducción con TMS Entertainment    |
| Broken Blade                                                  | 2010           | XEBEC     |                                       |
| Fafner in the Azure: Heaven and Earth                         | 2011           | XEBEC     | Coproducción con Production I.G y OLM |
| Pokémon: Negro—Victini y Reshiram y Blanco—Victini y Zekrom   | 2012           | XEBEC     | Coproducción con ENAGIO               |
| Hanakappa Movie: Hana-sake! Pakkaan Chou no Kuni no Daibouken | 2013           | XEBEC     | Coproducción con OLM                  |
| Space Battleship Yamato 2199: Odyssey of the Celestial Ark    | 2014           | XEBECzwei |                                       |

### Animación para videojuegos
- Sorcerer Hunters
- Martian Successor Nadesico
- Macross VFX
- Mega Man X3
- Mega Man 8
- Mega Man X4
- Mega Man Maverick Hunter X
- Shaman King: Spirit of Shamans
- Killer7

## Identificativo
El logotipo de la empresa es "único", ya que incluía la transcripción fonética [zíːbek]. Este no se debe confundir con una existente compañía en Prefectura de Hiroshima, Japón, un fabricante de ropa y calzado fundada en 1948, ya que este posee un nombre y logotipo similar, Xebec Co., Ltd..

## Socios comerciales
- Asatsu-DK Co., Ltd.
- NBC Universal Entertainment Japan LLC
- Corporación Kadokawa
- Capcom
- King Records Co.
- Kodansha Ltd.
- Genco Ltd.
- Shueisha Co.
- Shogakukan Co.
- Shogakukan-Shueisha Productions Inc.
- okio Broadcast Co., Ltd.
- Toho Co.
- Bandai Ltd.
- Bandai Visual Co., Ltd.
- Warner Bros. Japan LLC